# Президенте Пинто (бронепалубен крайцер, 1890)
Президенте Пинто (на испански: Presidente Pinto) е бронепалубен крайцер на чилийските ВМС от края на 19 век. Втория кораб на проекта „Президенте Еразуриз“. Кораба също е построен във Франция, под наблюдението на вицеадмирал Хуан Хосе Латоре Бенавенте, по поръчка на президента на Чили Хосе Мануел Балмаседа от 1887 г. и са готови малко преди започване на Чилийската гражданска война от 1891 г.
По време на войната двата кораба са процес на строеж, на стапелите на френската корабостроителница, в съседство със стоящия се по същото време чилийски броненосец „Капитан Прат“. По искане на Конгреса на Чили влизането в строй на трите съда е отложено. В случай на тяхна активна служба военноморското превъзходство на войските на Конгреса във войната над силите на Балмаседа щеше да е невъзможно. И трите кораба не вземат участие в гражданската война.
„Президенте Пинто“ започва плаването си към Чили на 5 август 1891 г., преди да е напълно завършен. Артилерията на кораба следвало да се предаде на кораба от английски търговски кораб в Северно море.
Плаването не протича добре, кораба трябва да се върне в Хавър, за да смени част от разбунтувалите се членове на екипажа. Пристига във Валпарайсо през септември 1892 г., когато войната вече е приключила.
При пристигането му в Чили се налага спешен ремонт на машините.
През 1902 г., по време на Хилядодневната война, Колумбия прави неуспешен опит да закупи кораба от Чили.